# Morti nel 2012/Senza giorno specificato
| Questa pagina contiene informazioni ricavate automaticamente dalle voci biografiche con l'ausilio del template Bio e di un bot. L'aggiornamento è periodico e automatico e ricostruisce completamente la pagina. Se manca una persona in questa lista, sei pregato di non aggiungerla, ma accertati piuttosto che la sua voce biografica contenga il template Bio e che i dati anagrafici siano correttamente compilati. Se il template Bio manca, inseriscilo tu stesso o, in alternativa, metti l'avviso {{tmp\|Bio}} che ne segnala la mancanza. Se i dati riportati sono sbagliati, correggi direttamente la voce biografica; le modifiche saranno visibili in questa lista entro pochi giorni. Per chiarimenti vedi il progetto biografie. La lista contiene solo le 51 persone che sono citate nell'enciclopedia e per le quali è stato implementato correttamente il template Bio. Pagina aggiornata al 1 gen 2023. |

- Jules Amez-Droz, schermidore svizzero (n.1921)
- Zina Bethune, attrice statunitense (n.1945)
- Cesarina Bracco, partigiana e scrittrice italiana (n.1920)
- Carlo Brazzorotto, politico italiano (n.1943)
- Jurij Capenko, ginnasta sovietico (n.1938)
- Guerrino Carraro, calciatore e allenatore di calcio italiano (n.1921)
- Haji Mohammad Chamkani, politico afghano (n.1947)
- Lucio Dalla, cantautore, compositore e polistrumentista italiano (n.1943)
- Giuseppe Damele, compositore e direttore d'orchestra italiano (n.1928)
- Giorgio De Gaspari, illustratore, fumettista e pittore italiano (n.1927)
- Giuliano De Marinis, archeologo e restauratore italiano (n.1948)
- Gianfranco Dell'Innocenti, calciatore e allenatore di calcio italiano (n.1925)
- Mahmoud El-Gohary, calciatore e allenatore di calcio egiziano (n.1938)
- Biff Elliot, attore statunitense (n.1923)
- Vincenzo Ferrari, artista italiano (n.1941)
- Alexandrina Găinușe, politica rumena (n.1932)
- Renata Gelardini, fumettista italiana (n.1920)
- Giangiacomo Guelfi, baritono italiano (n.1924)
- Larry Hagman, attore statunitense (n.1931)
- Whitney Houston, cantautrice e attrice statunitense (n.1963)
- Renato Iacumin, filologo, poeta e poeta italiano (n.1941)
- Anna Jalsoviczky, cestista ungherese (n.1934)
- Georgi Kănev, cestista bulgaro (n.1934)
- Charlie Kiefer, illustratore e fumettista francese (n.1927)
- Jack Klugman, attore, regista e scrittore statunitense (n.1922)
- Luboš Kolář, cestista cecoslovacco (n.1929)
- Pina Lamara, cantante italiana (n.1925)
- Francesco Lamberti, allenatore di calcio e calciatore italiano (n.1921)
- Rita Levi-Montalcini, neurologa e accademica italiana (n.1909)
- Joe Lewis, artista marziale statunitense (n.1944)
- Ugo Liberatore, regista e sceneggiatore italiano (n.1927)
- Werner Linß, calciatore tedesco orientale (n.1937)
- Peter Lowe, artista britannico (n.1938)
- Russell Means, attivista e attore statunitense (n.1939)
- Pierre Mondy, attore e regista francese (n.1925)
- Paco Morán, attore spagnolo (n.1930)
- George Murdock, attore statunitense (n.1930)
- Yves Niaré, pesista e discobolo francese (n.1977)
- Cosimo Nocera, calciatore italiano (n.1938)
- Antonio Nuvoli, cantante italiano (n.1918)
- Armand Penverne, allenatore di calcio e calciatore francese (n.1926)
- Enrico Radio, allenatore di calcio, dirigente sportivo e calciatore italiano (n.1920)
- Ruggiero Ricci, violinista statunitense (n.1918)
- Florisa Ruggeri, cestista italiana (n.1921)
- Silvia Seidel, attrice tedesca (n.1969)
- Sandro Somarè, pittore italiano (n.1929)
- Yves Thoraval, storico del cinema e critico cinematografico francese (n.1947)
- Pierre Tornade, attore e doppiatore francese (n.1930)
- Guglielmo Toros, calciatore italiano (n.1927)
- Andy Williams, cantante, attore e showman statunitense (n.1927)
- Oliviero Zega, calciatore italiano (n.1924)